# Mikkel Bjerg
Mikkel Bjerg (n. Dinamarca, 3 de novembro de 1998) é um ciclista dinamarquês membro do conjunto Hagens Berman Axeon.
Em 2016 proclamar-se-ia campeão da Dinamarca na prova contrarrelógio para juniors. Nesse mesmo ano, ganhou a medalha de prata na prova Campeonato Mundial de Ciclismo em Estrada de 2016 em Doha, Catar.

## Palmarés
2016
- 2º no Campeonato Mundial Contrarrelógio Junior

2017
- 3º no Campeonato da Dinamarca de Contrarrelógio
- 2º no Campeonato Europeu Contrarrelógio sub-23
- Campeonato Mundial Contrarrelógio sub-23

2018
- Dorpenomloop Rucphen
- 2º no Campeonato da Dinamarca de Contrarrelógio
- Campeonato Mundial Contrarrelógio sub-23

2019
- Triptyque des Monts et Châteaux